# Christmas EveL
Christmas EveL è un singolo della boy band sudcoreana Stray Kids, pubblicato nel 2021.

## Tracce
1. Christmas EveL – 2:59
2. 24 to 25 – 3:37
3. Winter Falls – 3:35
4. Domino (English version) – 3:19